# Carlton Colville
Carlton Colville är en stad och en civil parish i distriktet East Suffolk i grevskapet Suffolk i England. Orten har 8 505 invånare (2011). Staden nämndes i Domedagsboken (Domesday Book) år 1086, och kallades då Carletuna/Karletuna.